# Oscaruddelingen 1994
Oscaruddelingen 1994 var den 66. oscaruddeling, hvor de bedste film fra 1993 blev hædret af Academy of Motion Picture Arts and Sciences. Uddelingen blev afholdt 21. marts 1994 i Dorothy Chandler Pavilion i Los Angeles, Californien, USA. Værten var Whoopi Goldberg.

## Vindere og nominerede
Vindere står øverst, er skrevet i fed.
| Bedste film - Schindlers liste – Steven Spielberg, Gerald R. Molen og Branko Lustig, producere - Flygtningen – Arnold Kopelson, producer - I faderens navn – Jim Sheridan, producer - The Piano – Jan Chapman, producer - Resten af dagen – John Calley, Mike Nichols og Ismail Merchant, producere | Bedste instruktør - Steven Spielberg – Schindlers liste - Jim Sheridan – I faderens navn - Jane Campion – The Piano - James Ivory – Resten af dagen - Robert Altman – Short Cuts |
| Bedste mandlige hovedrolle - Tom Hanks – Philadelphia as Andrew Beckett - Daniel Day-Lewis – I faderens navn som Gerry Conlon - Laurence Fishburne – Tina - What's Love Got to Do with It som Ike Turner - Anthony Hopkins – Resten af dagen som James Stevens - Liam Neeson – Schindlers liste som Oskar Schindler | Bedste kvindelige hovedrolle - Holly Hunter – The Piano som Ada McGrath - Angela Bassett – Tina - What's Love Got to Do with It som Tina Turner - Stockard Channing – En ukendt ven som Ouisa Kittredge - Emma Thompson – Resten af dagen som Sarah "Sally" Kenton - Debra Winger – Shadowlands som Joy Davidman |
| Bedste mandlige birolle - Tommy Lee Jones – Flygtningen som U.S. Marshal Samuel Gerard - Leonardo DiCaprio – Hvad så, Gilbert Grape? som Arnie Grape - Ralph Fiennes – Schindlers liste som Amon Göth - John Malkovich – Lige på kornet som Mitch Leary - Pete Postlethwaite – I faderens navn som Giuseppe Conlon | Bedste kvindelige birolle - Anna Paquin – The Piano som Flora McGrath - Holly Hunter – Firmaets mand som Tamara "Tammy" Hemphill - Rosie Perez – Frygtløs som Carla Rodrigo - Winona Ryder – Uskyldens år som May Welland - Emma Thompson – I faderens navn som Gareth Peirce |
| Bedste originale manuskript - The Piano – Jane Campion - Dave – Gary Ross - Lige på kornet – Jeff Maguire - Philadelphia – Ron Nyswaner - Søvnløs i Seattle – Nora Ephron, David S. Ward, og Jeff Arch | Bedste manuskript baseret på materiale, der tidligere er produceret eller udgivet - Schindlers liste – Steven Zaillian baseret på bogen af Thomas Keneally - Uskyldens år – Martin Scorsese og Jay Cocks baseret på romanen af Edith Wharton - I faderens navn – Jim Sheridan og Terry George baseret på den selvbiografiske bog Proved Innocent af Gerry Conlon - Resten af dagen – Ruth Prawer Jhabvala baseret på romanen af Kazuo Ishiguro - Shadowlands – William Nicholson baseret på hans skuespil |
| Bedste fremmedsprogede film - Belle Époque (Spanien) – Fernando Trueba, instruktør - Farvel min konkubine (Hong Kong) – Chen Kaige, instruktør - Hedd Wyn (Storbritannien) – Paul Turner, Instruktør - Duften af den grønne papaja (Vietnam) – Anh Hung Tran, instruktør - Tre der 'elsker' hinanden (Taiwan) – Ang Lee, Instruktør | Bedste dokumentar - I Am a Promise: The Children of Stanton Elementary School – Susan Raymond og Alan Raymond - The Broadcast Tapes of Dr. Peter – David Paperny og Arthur Ginsberg - Children of Fate: Life and Death in a Sicilian Family – Susan Todd og Andrew Young - For Better or for Worse – David Collier og Betsy Thompson - The War Room – D. A. Pennebaker og Chris Hegedus |
| Bedste korte dokumentar - Defending Our Lives – Margaret Lazarus og Renner Wunderlich - Blood Ties: The Life and Work of Sally Mann – Steven Cantor og Peter Spirer - Chicks in White Satin – Elaine Holliman og Jason Schneider | Bedste kortfilm - Sort passager – Pepe Danquart - Down on the Waterfront – Stacy Title og Jonathan Penner - The Dutch Master – Susan Seidelman og Jonathan Brett - Partners – Peter Weller og Jana Sue Memel - The Screw (La Vis) – Didier Flamand |
| Bedste korte animationsfilm - De ustyrlige teknobukser – Nick Park - Blindscape – Stephen Palmer - Le fleuve aux grandes eaux – Frédéric Back og Hubert Tison - Small Talk – Bob Godfrey og Kevin Baldwin - The Village – Mark Baker | Bedste musik - Schindlers liste – John Williams - Uskyldens år – Elmer Bernstein - Firmaets mand – Dave Grusin - Flygtningen – James Newton Howard - Resten af dagen – Richard Robbins |
| Bedste sang - "Streets of Philadelphia" fra Philadelphia – Musik og tekst af Bruce Springsteen - "Again" fra Poetic Justice – Musik og tekst af Janet Jackson og Jimmy Jam and Terry Lewis - "The Day I Fall in Love" from Beethoven 2 – Musik og tekst af Carole Bayer Sager, James Ingram og Clif Magness - "Philadelphia" from Philadelphia – Musik og tekst af Neil Young - "A Wink and a Smile" from Søvnløs i Seattle – Musik af Marc Shaiman; Tekst af Ramsey McLean | Bedste lyd - Jurassic Park – Gary Summers, Gary Rydstrom, Shawn Murphy og Ron Judkins - Cliffhanger – Michael Minkler, Bob Beemer og Tim Cooney - Flygtningen – Donald O. Mitchell, Michael Herbick, Frank A. Montaño og Scott D. Smith - Geronimo - en amerikansk legende – Chris Carpenter, Doug Hemphill, Bill W. Benton og Lee Orloff - Schindlers liste – Andy Nelson, Steve Pederson, Scott Millan og Ron Judkins                                                                                   |
| Bedste redigering af lydeffekter - Jurassic Park – Gary Rydstrom og Richard Hymns - Cliffhanger – Wylie Stateman og Gregg Baxter - Flygtningen – John Leveque og Bruce Stambler | Bedste scenografi - Schindlers liste – Allan Starski og Ewa Braun - Det bli'r i familien Addams – Ken Adam og Marvin March - Uskyldens år – Dante Ferretti og Robert J. Franco - Orlando – Ben Van Os og Jan Roelfs - Resten af dagen – Luciana Arrighi og Ian Whittaker |
| Bedste makeup - Mrs. Doubtfire – Greg Cannom, Ve Neill og Yolanda Toussieng - Philadelphia – Carl Fullerton and Alan D'Angerio - Schindlers liste – Christina Smith, Matthew W. Mungle og Judith A. Cory | Bedste kostumer - Uskyldens år – Gabriella Pescucci - Orlando – Sandy Powell - The Piano – Janet Patterson - Resten af dagen – Jenny Beavan og John Bright - Schindlers liste – Anna B. Sheppard |
| Bedste fotografering - Schindlers liste – Janusz Kamiński - Farvel min konkubine – Gu Changwei - Flygtningen – Michael Chapman - The Piano – Stuart Dryburgh - Searching for Bobby Fischer – Conrad Hall | Bedste klipning - Schindlers liste – Michael Kahn - Flygtningen – Dennis Virkler, David Finfer, Dean Goodhill, Don Brochu, Richard Nord og Dov Hoenig - I faderens navn – Gerry Hambling - Lige på kornet – Anne V. Coates - The Piano – Veronika Jenet |
| Bedste visuelle effekter - Jurassic Park – Dennis Muren, Stan Winston, Phil Tippett og Michael Lantieri - Cliffhanger – Neil Krepela, John Richardson, John Bruno og Pamela Easley - The Nightmare Before Christmas – Pete Kozachik, Eric Leighton, Ariel Velasco Shaw og Gordon Baker | |

### Æres-Oscar
- Deborah Kerr

### Jean Hersholt Humanitær-Oscar
- Paul Newman